# إدام (هولندا)
إدام أو إيدام هي بلدة في شمال غرب هولندا، في مقاطعة شمال هولندا. تُكون إدام فولندام بالاقتران مع بلدية إدام- فولندام. يعيش ما يقرب من 7380 شخصًا في إدام. يبلغ عدد سكان بلدية إيدام فولندام نحو 28492 نسمة. نشأ اسم إدام من سد على نهر لصغير حيث كانت أول مستوطنة موجودة.
إدام مشهور بأنه المصدر الأصيل للجبن الذي يحمل نفس الاسم.

## الصور

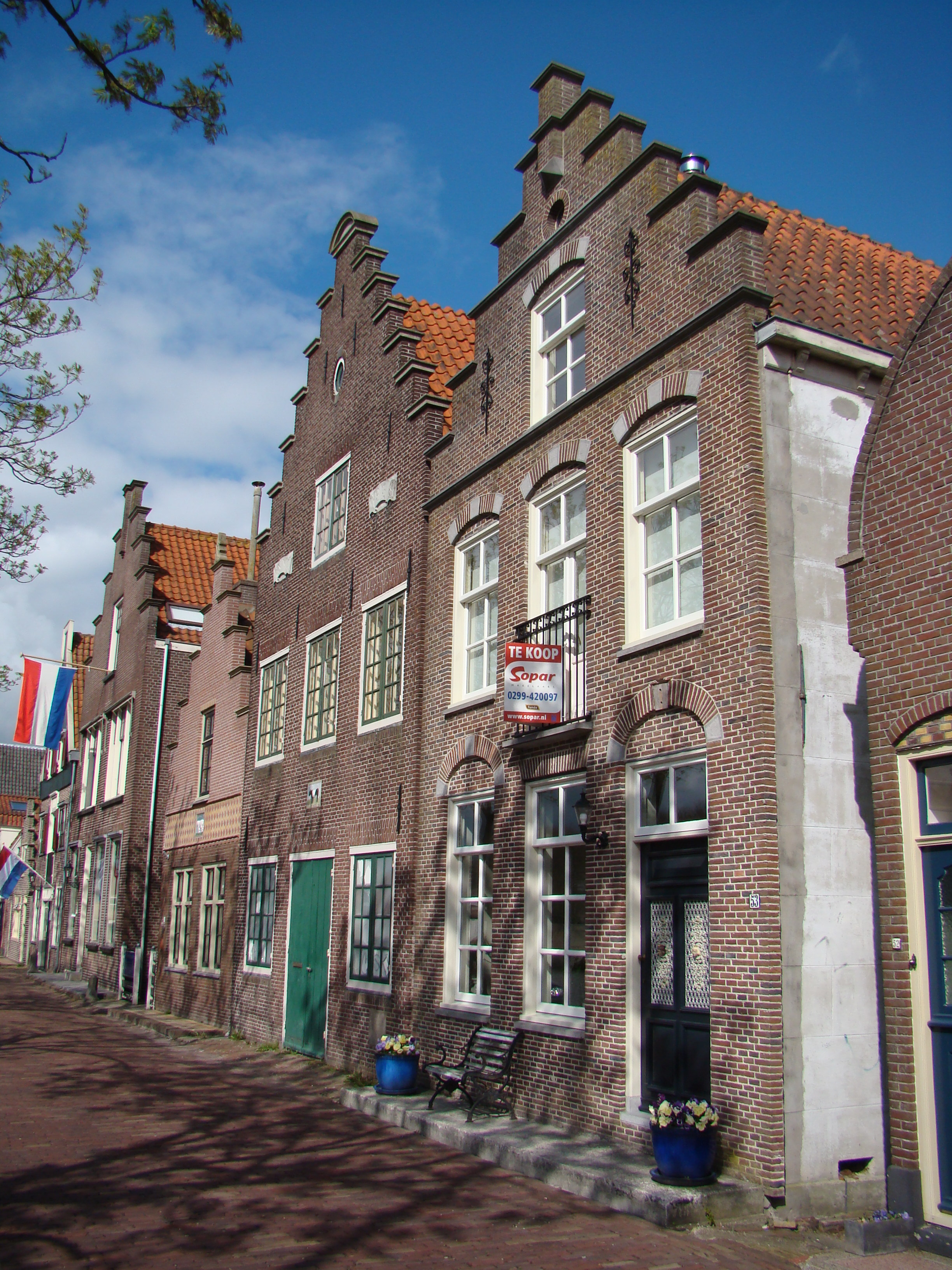
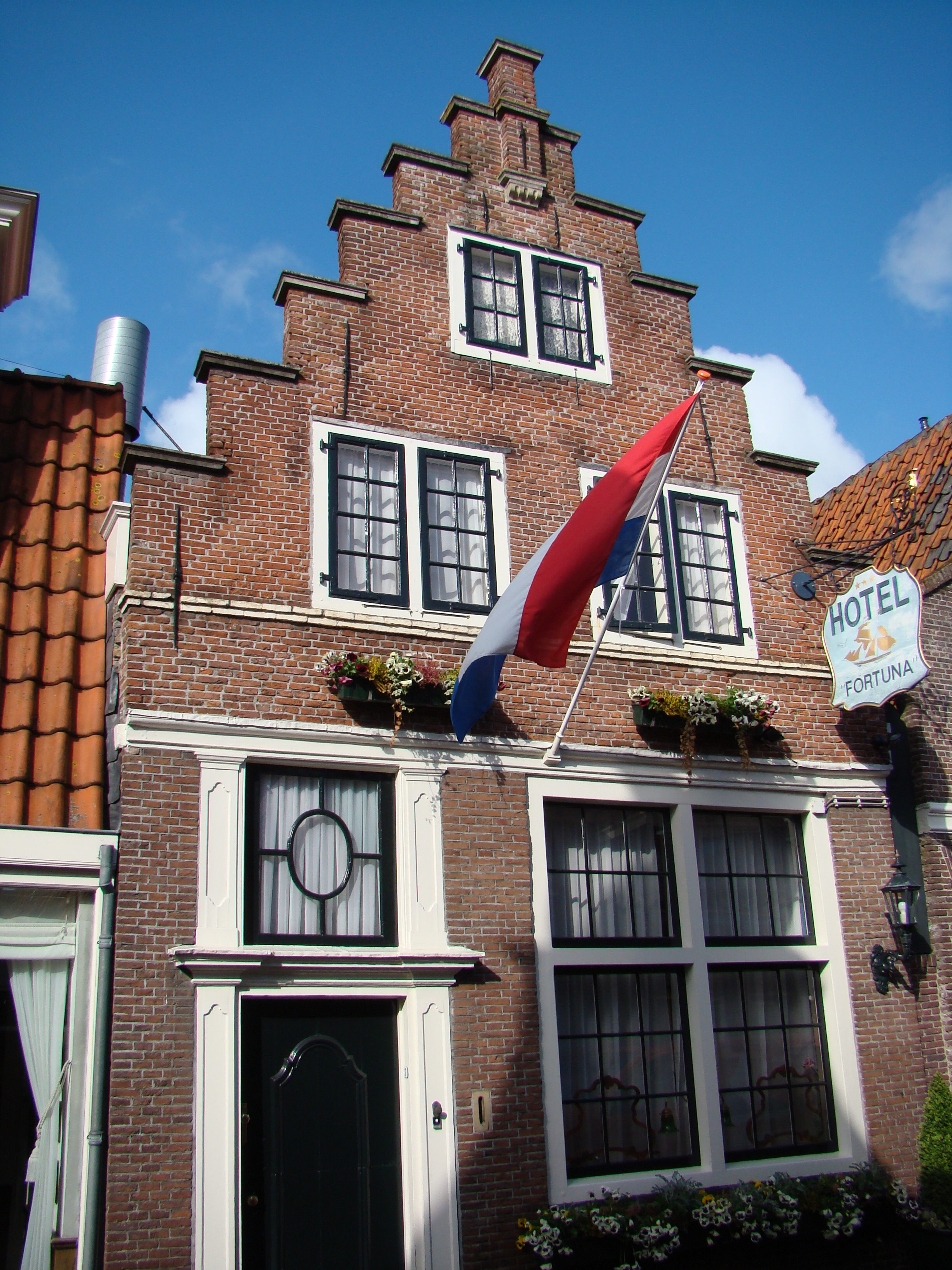
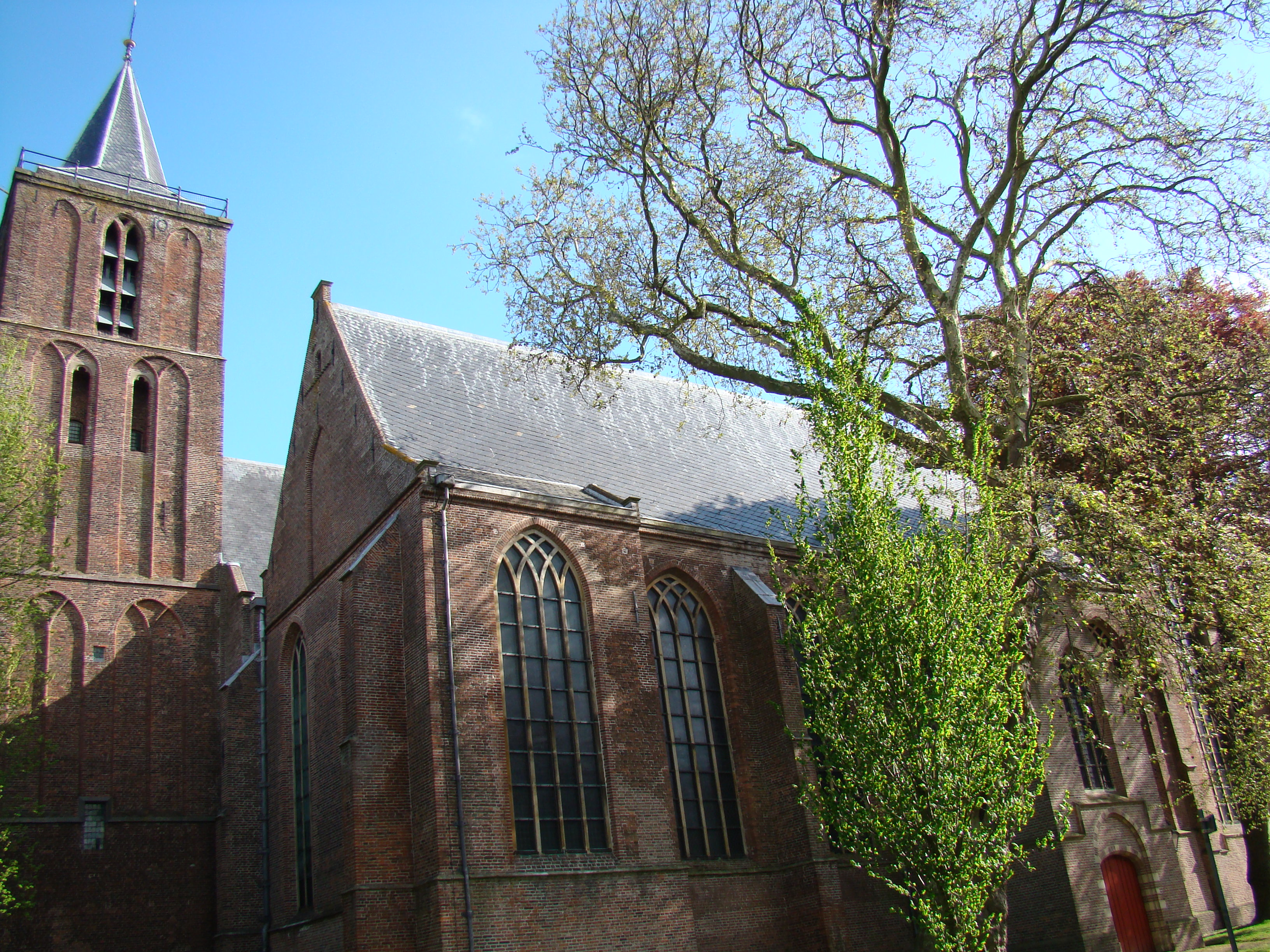
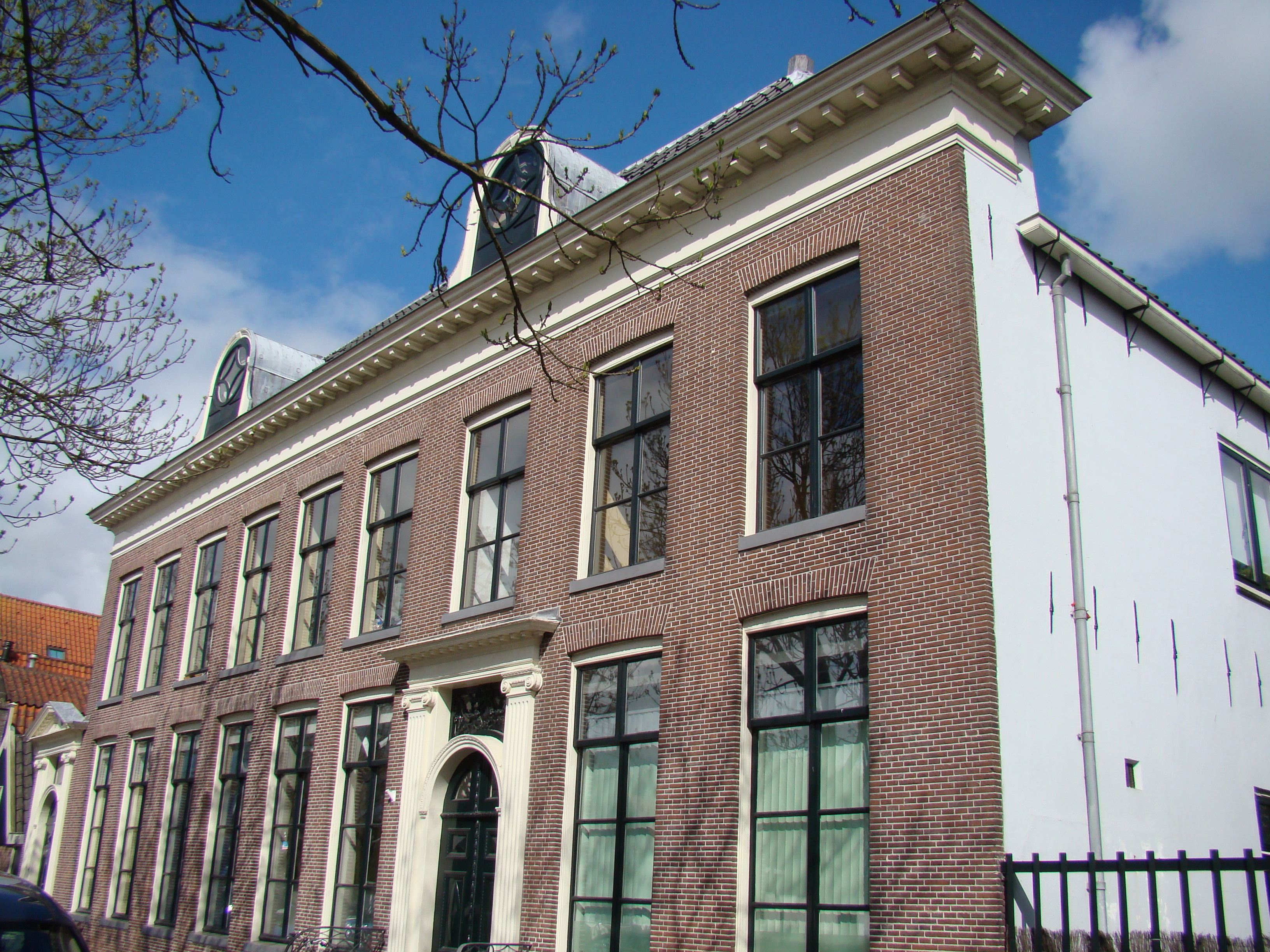
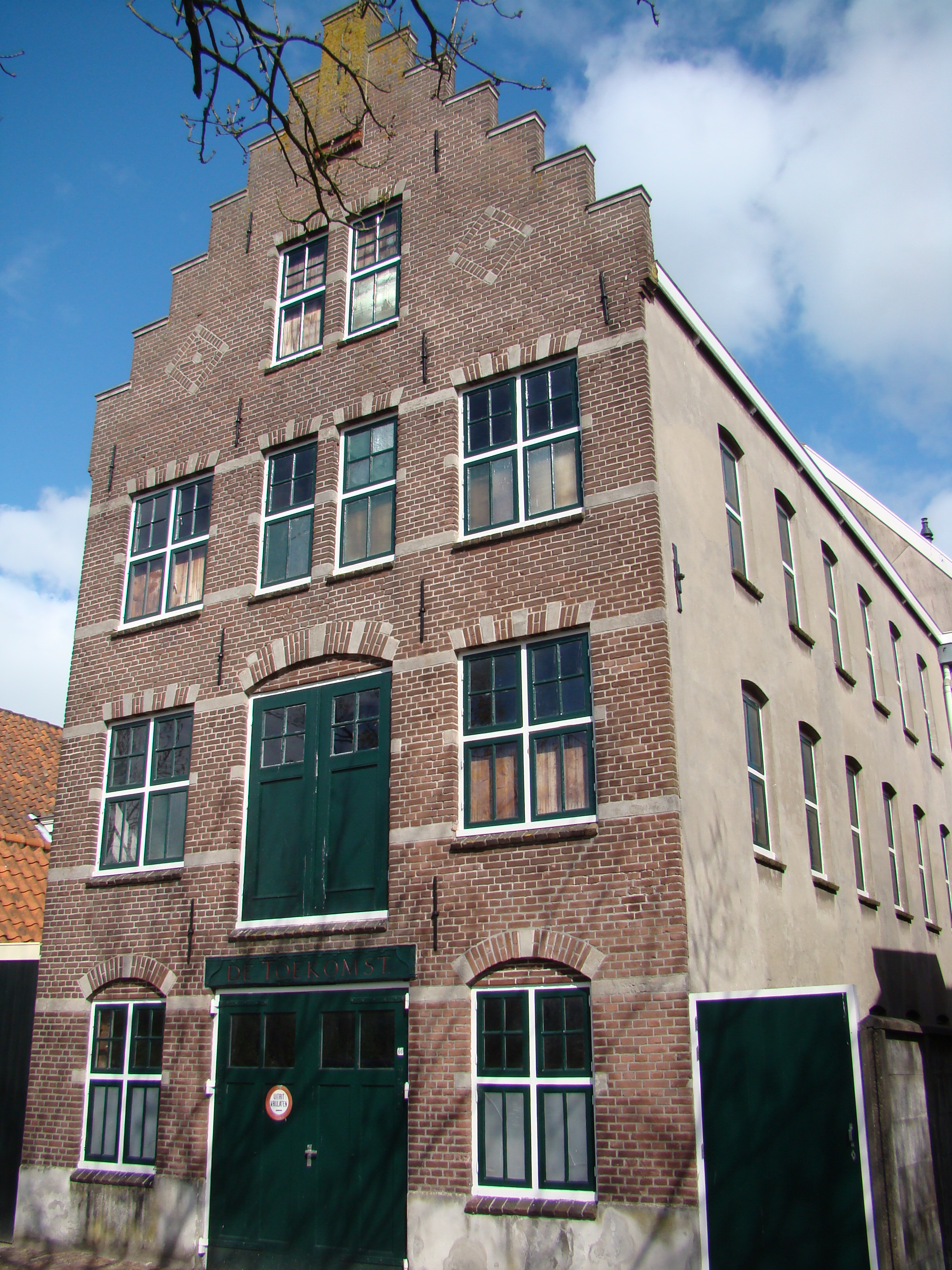
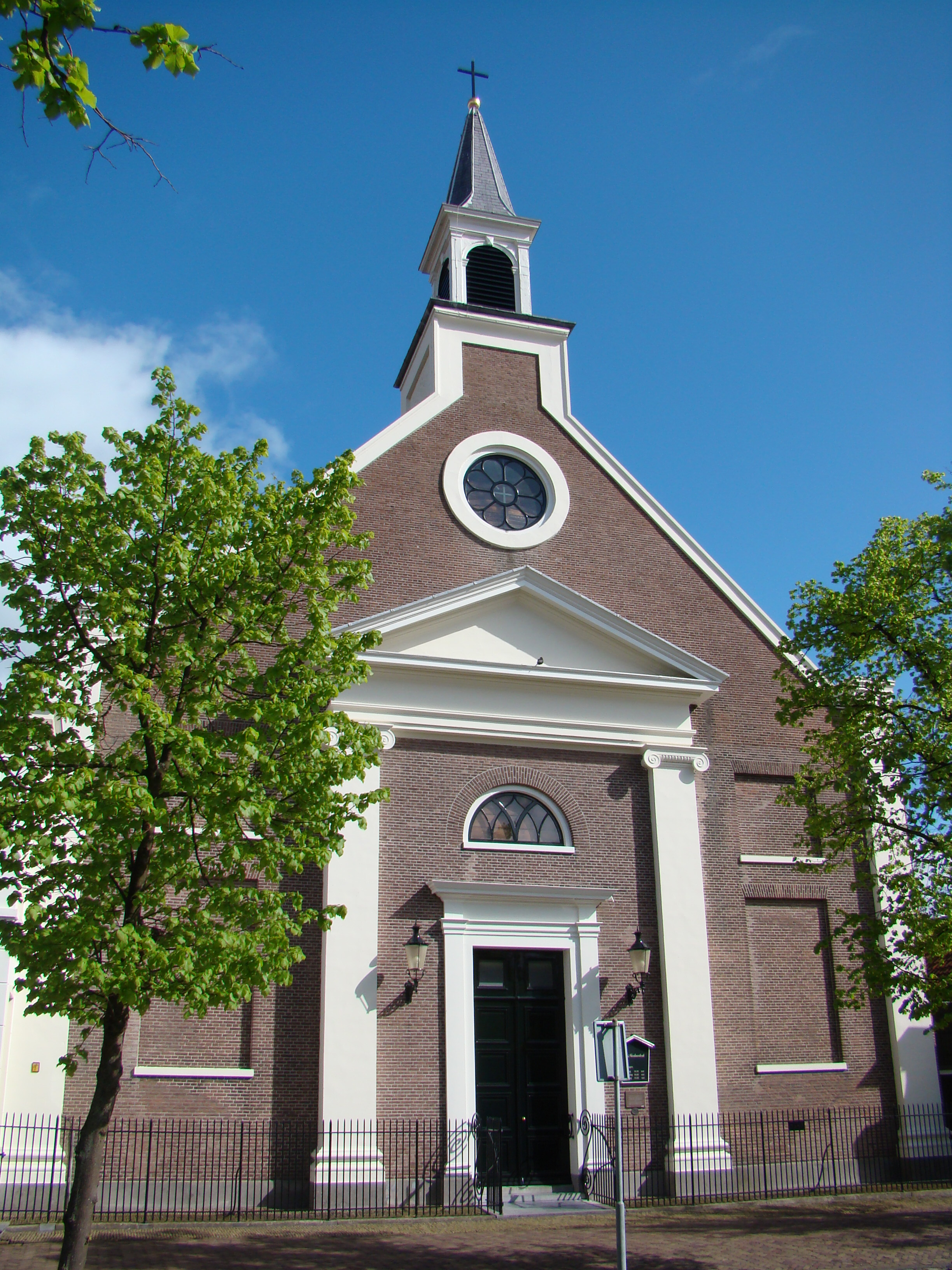
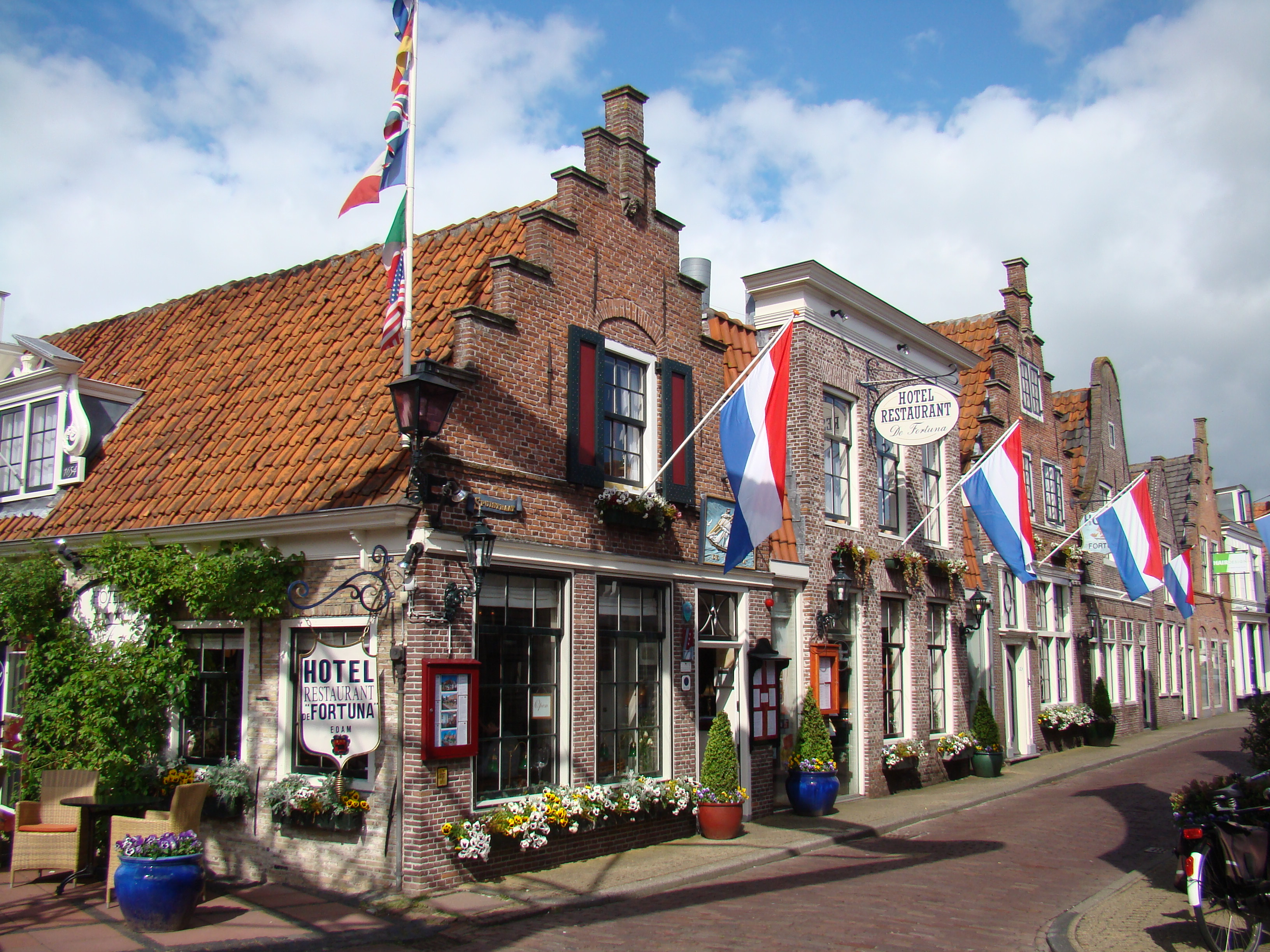
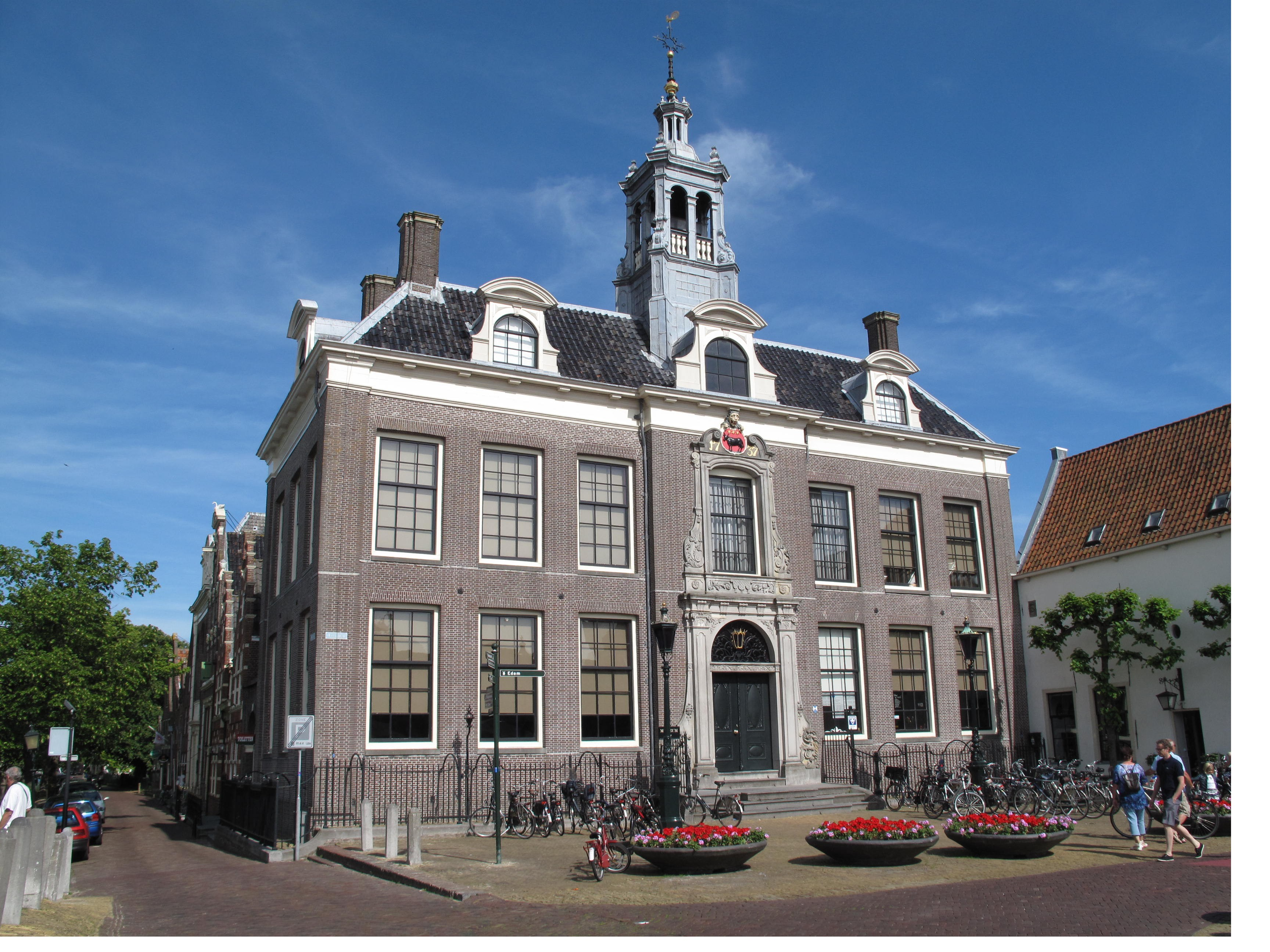
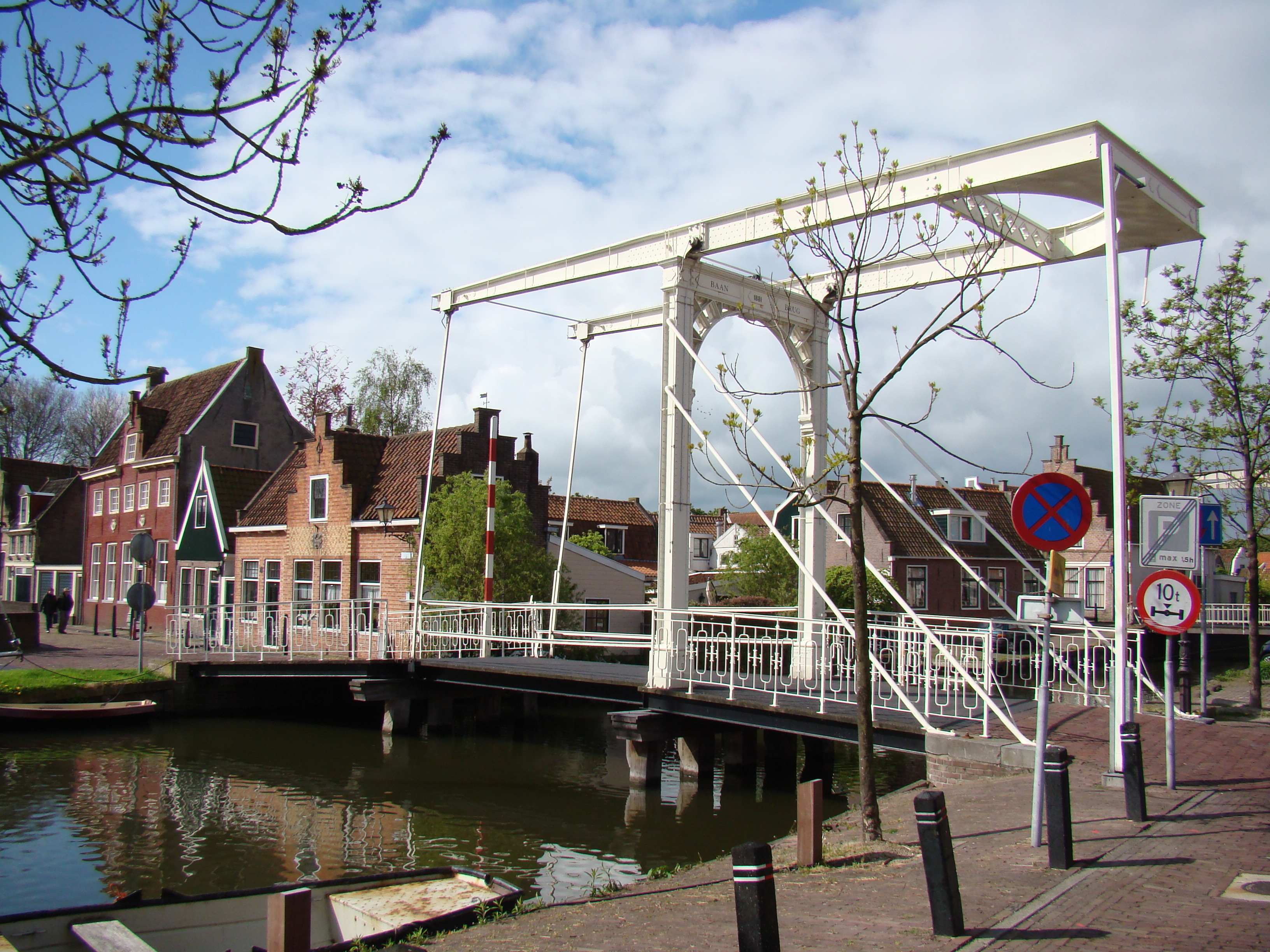
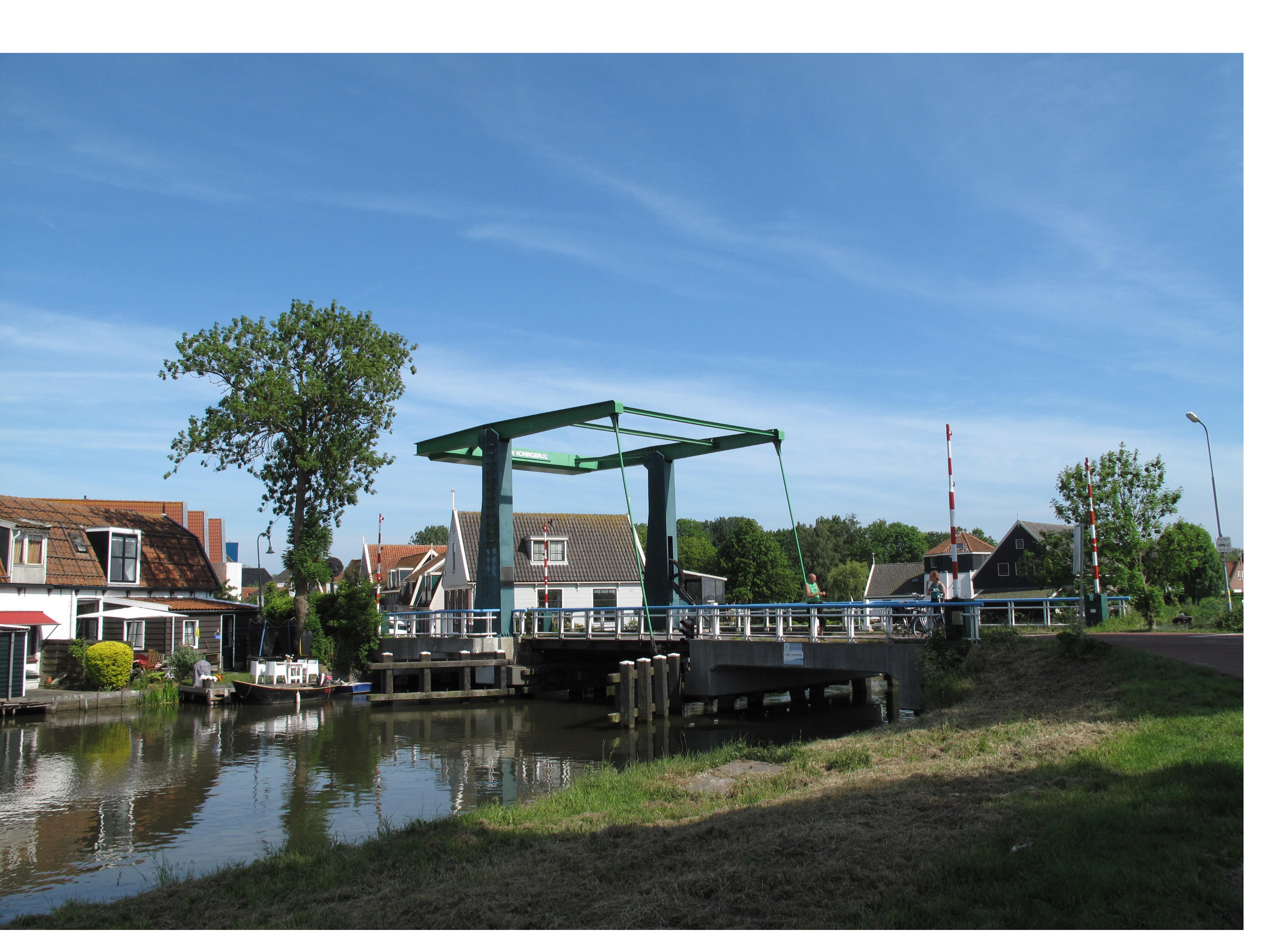
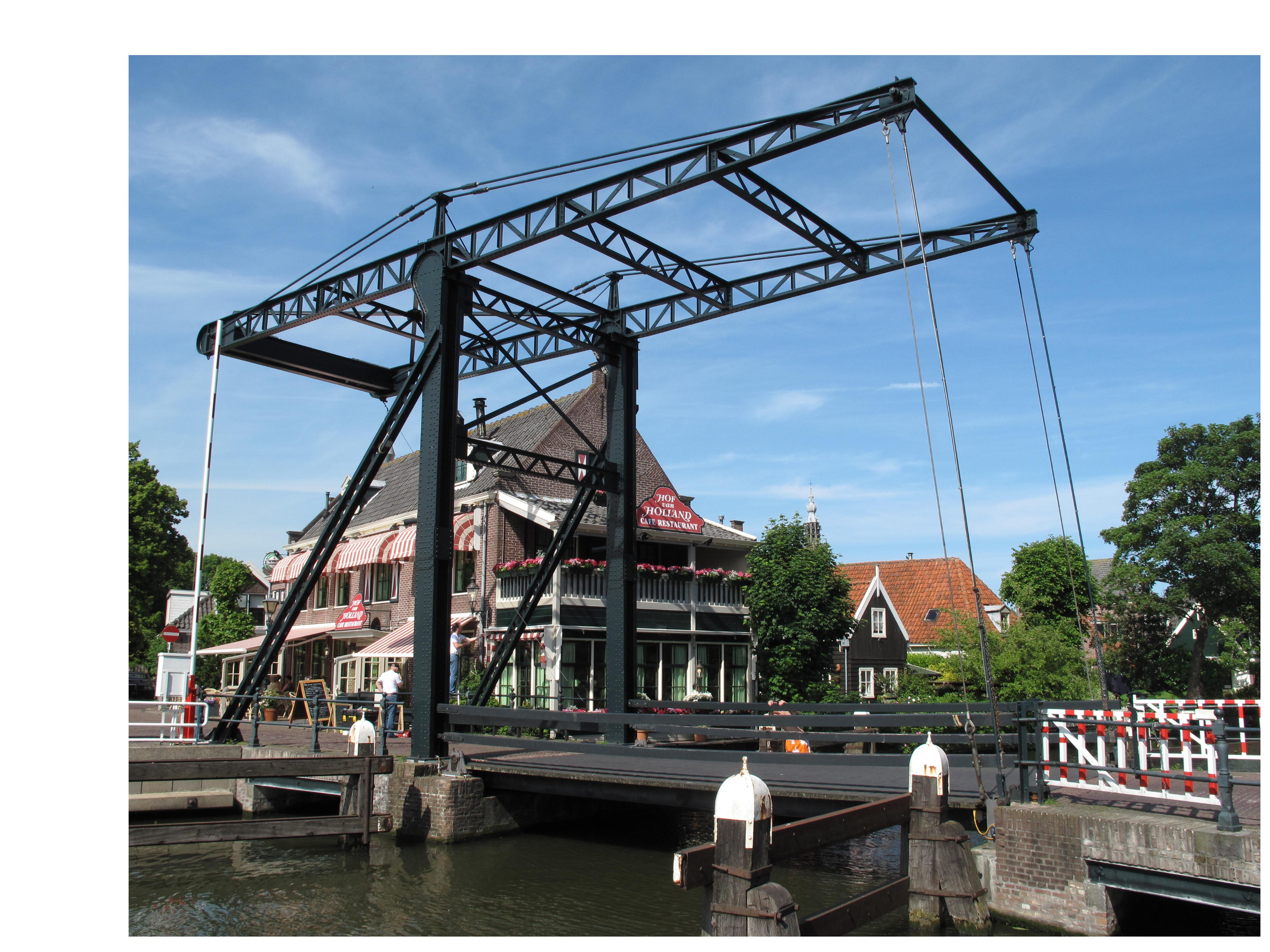
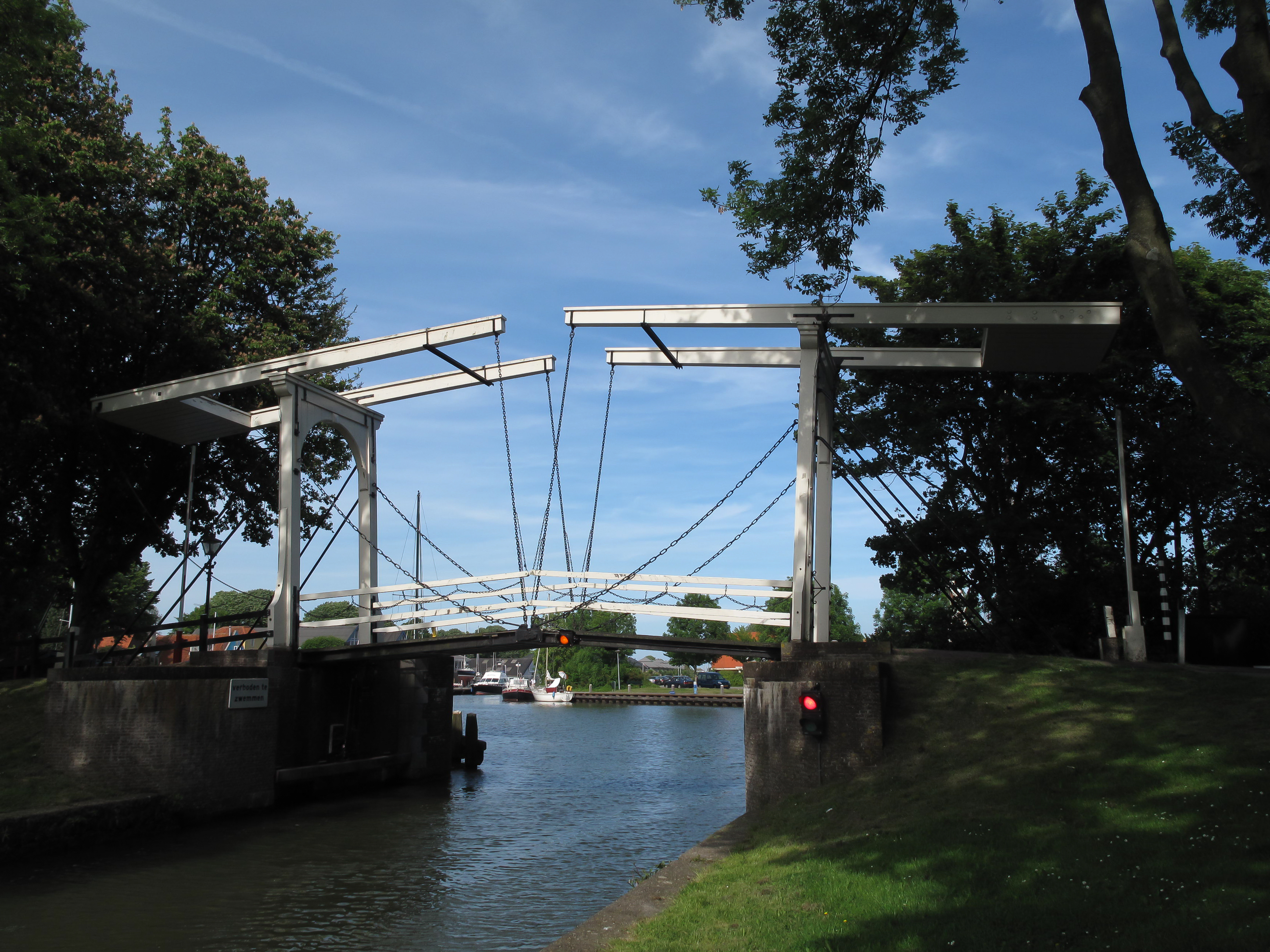